# إبراهيم الاسترآبادي
الشيخ إبراهيم بن ولي الله الاسترآبادي هو رجل دين شيعي فارسي يشتهر بلقب كركين، وقد اشتهر بترجمته لرسالة حسنية.
ورسالة حسنية هي رسالة في الإمامة وإثبات عقيدة الشيعة فيها موضوعة على لسان جارية تُسمَّى حسنية في زمن هارون العبَّاسي، وقصة هذه الرسالة كما ذكر في ترجمتها أنه في سنة 958 هـ لمَّا رجع من الحج وزيارة الأئمة وصل إلى دمشق وجد الرسالة المذكورة عند بعض الشيعة هناك وطالعها ثم استنسخها وحملها معه إلى إيران فالتمس منه جماعة ترجمتها إلى اللغة الفارسية. غير أنَّ محسن الأمين العاملي ذكر أن من المظنون أنَّ هذه الرسالة من تأليف أبي الفتوح الرازي عن لسان حسنية وأنه استعمل اسم حسنية كشخصية وهمية.

### كتب
- أعيان الشيعة. محسن الأمين، طبع بيروت - لبنان، تاريخ الطبع مفقود، منشورات دار التعارف.
- الذريعة إلى تصانيف الشيعة. آغا بزرگ الطهراني، طبع بيروت - لبنان، تاريخ الطبع مفقود، منشورات دار الأضواء.

### إشارات مرجعية
1. ↑  الطهراني، آغا بزرگ. الذريعة إلى تصانيف الشيعة - ج4. ص. 97. مؤرشف من الأصل في 2019-12-15.
2. ↑  الأمين، محسن. أعيان الشيعة - ج2. ص. 110. مؤرشف من الأصل في 2019-12-08.